# 사일러스 카슨
사일러스 카슨(영어: Silas Carson, 1965년~)은 잉글랜드의 배우이다. 《닥터 후》에서 우드 역할로 잘 알려져 있다.

## 출연 작품
- 와일드 시티(2019) - 아흐메드 역
- 더 C 워드(2015)
- 타트(2015)
- 블러드 셀스(2014)
- 로크(2013)
- 플로리스(2007) - 리스 역
- 영웅과 악인(2007)
- 모세의 십계(2006)
- 스타워즈 에피소드 3 - 시스의 복수(2005)
- 라이 위드 미(2004)
- 그리드(2004)
- 히달고(2004)
- 스타워즈 에피소드 2 - 클론의 습격(2002)
- 스타워즈: 에피소드 1 -  보이지 않는 위험(1999)
- 피버 피치(1997)
- 더 빌(1984)